# Museo de Criminalística y Ciencias Forenses de la Universidad Nacional de Colombia
El Museo de Ciencias Forenses 'José María Garavito Baraya' es un museo de la Universidad Nacional de Colombia, cuya creación fue encabezada por el profesor de la Facultad de Derecho y Ciencias Sociales José María Garavito Baraya. La colección del museo esta actualmente ubicada en la reserva del Claustro de San Agustín, ubicado en el centro histórico de la ciudad de Bogotá.

## Historia
En 1936, el Instituto de Ciencias Penales y Penitenciarias, anexo a la Facultad de Derecho de la Universidad Nacional de Colombia creó la especialización en ciencias jurídico-criminales con el fin de formar a los abogados profesionales que quisieran convertirse en jueces de instrucción criminal.
A partir de 1947, el Dr. José María Garavito Baraya, bacteriólogo y laboratorista clínico de la Universidad Nacional se encargó de orientar el área de investigación científica de la Facultad de Derecho modernizando y perfeccionando las pruebas periciales. El Dr. Garavito dirigía un laboratorio forense que funcionaba en el Instituto. El laboratorio era aprovechado por los estudiantes para realizar las prácticas de las materias que conformaban el pénsum de la especialización: medicina legal, grafología, dactiloscopia, psiquiatría forense, numismática, fotografía judicial, hematología forense y toxicología.

## El Museo

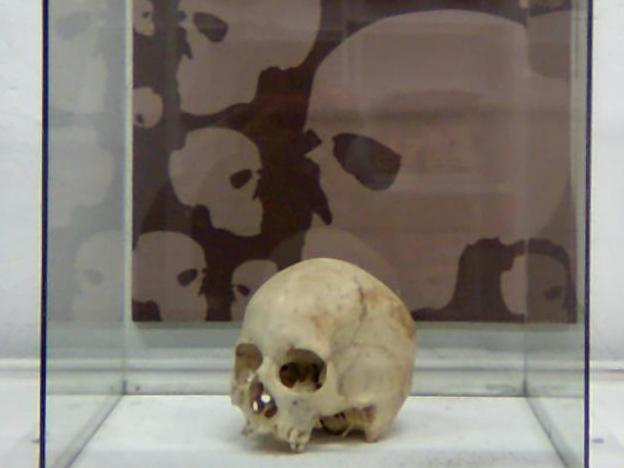
Calavera de la colección del museo.

El Laboratorio de Ciencias Forenses, se afilió en 1959 a la Asociación Colombiana de Museos, razón por la cual cambió su nombre a Museo de Ciencias Forenses José María Garavito Baraya, en honor a su fundador. En el momento de su creación, el museo contaba con aproximadamente 1260 piezas.
A partir del año 2006 el Museo devino en Colección Museológica de Ciencias Forenses, con el fin de conservar objetos del laboratorio forense del antiguo Instituto de Ciencias Penales y Penitenciarias que dan razón de las diferentes prácticas que allí se llevaban a cabo y que conforman el origen de las ciencias forenses y de la criminología en Colombia.
En el año 2008, con la gestión del Sistema de Patrimonio y Museos, se llevó a cabo el proceso de traslado del museo desde el segundo piso del edificio de la Facultad de Derecho y Ciencias Políticas de la Ciudad Universitaria al Claustro de San Agustín, que también hace parte de la Universidad Nacional. 

### Exposición "Elementos del Crimen"
En el 2012, como parte del proceso de reactivación patrimonial de la colección, se realizó la exposición "Elementos del crimen", con el fin de rescatar la larga lista de elementos que duraron archivados por veinte años.

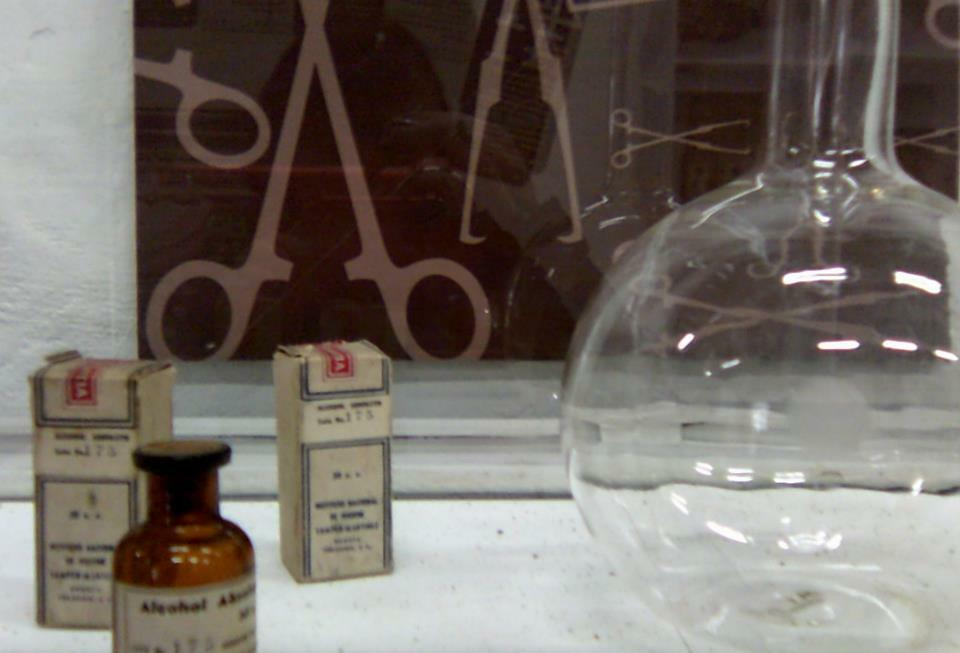
Objetos de la colección del museo.

## José María Garavito Baraya
José María Garavito Baraya nació en Bogotá, el 9 de agosto de 1914 y murió en la misma ciudad en el año de 1986. Descendiente de Fernando Garavito Armero y Ema Rosalía Ana Cristina Alfonsa Blasina Baraya. Se casó con Gladys Goubert Laverde y tuvo dos hijos Carlos Eduardo Garavito Goubert y Leonardo Garavito Goubert.
Realizó sus estudios básicos en el Colegio de San Bartolomé. Se graduó como médico forense y bacteriólogo de la Universidad Nacional de Colombia; se especializó en hemintología, transfusión sanguínea y banco de sangre en el Laboratorio Forense en Sirchie Laboratories de Filadelfia, Estados Unidos en 1957.
A partir de 1947, se encargó de orientar el área de investigación científica con fundamentos en criminalística, modernizando las pruebas periciales. Fue uno de los fundadores del hoy Instituto de Medicina Legal y Ciencias Forenses en 1914.
En esta época recolectó todas las piezas científicas que luego serían la colección del museo. Este laboratorio para el año 1959 se afilió a la Asociación Colombiana de Museos y adquiriría el nombre de su fundador como institución museal, hoy Museo de Criminalística y Ciencias Forenses de la Universidad Nacional de Colombia José María Garavito Baraya.
Fue profesor de investigación forense de la Universidad Nacional, profesor de laboratorio forense de la Facultad de Derecho de la Pontificia Universidad Javeriana, profesor de microbiología de la Cruz Roja Colombiana, profesor de balística forense de la Escuela de Policía General Santander, profesor de la Brigada de Estudios Militares de la Policía Nacional, profesor de la Universidad de Medellín y profesor visitante de las universidades de Popayán, Cauca y Cartagena, profesor de Balística en la Facultad de Derecho y Ciencias Políticas de la Universidad Nacional de Colombia durante muchos años.
Fue designado miembro correspondiente de la Asociación de Laboratorios Clínicos del Valle, del Centro de Estudios Médicos de Cali, de la Asociación Latinoamericana de Microbiología de México, de la Sociedad Venezolana de Medicina Forense, de la American Academy of Forensic Sciences, de la American Association for Advancement of Science y de la Academia Internationale de Medicine Legale et de Medicine Sociale de Bélgica. Adicionalmente fue nombrado miembro numerario de la Asociación Colombiana de Laboratorios Clínicos; de la Sociedad de Parasitología, Neurología y Medicina Legal de Colombia; de la Asociación Colombiana de Museos y de la Sociedad Geográfica de Colombia.
Gracias a sus méritos intelectuales recibió distintos reconocimientos a nivel internacional como nacional, como el Pergamino Tesis Laureada de la Facultad de Medicina de la Universidad Nacional. La Asociación de Laboratorios Especializados le otorgó la condecoración Botón de Oro y el gobierno nacional la Orden de Boyacá, en el grado de caballero, entre otros.
Garavito junto con sus compañeros de Medicina Legal hizo parte de la elaboración de la autopsia definitiva del líder político Jorge Eliécer Gaitán. Realizó múltiples publicaciones acerca de la medicina forense. 

### Publicaciones
Garavito escribió numerosos artículos sobre balística, dactiloscopia, criminalística, alucinógenos y en general sobre laboratorio forense, que fueron publicados principalmente en la Revista de la Policía Nacional y en la Revista del Instituto de Medicina Legal de Colombia.
- 1941. Criterio terapéutico. Revista Universitaria Klaustros. Bogotá. No. 2.
- 1944. La ciencia y su aplicación en la Policía. Revista de la Policía Nacional. Bogotá. No. 194.
- 1945. Estudio del Cabello en investigación criminal. Revista de la Policía Nacional. Bogotá. Nos. 210-211.
- 1945. Una fase de la necrodactilia. Revista de la Policía Nacional. Bogotá. No. 210.
- 1946. Examen de las manchas de sangre. Revista Filas. Manizales. No. 23-24.
- 1946. Gases de guerra aplicados con fines policivos. Revista de la Policía Nacional. Bogotá. No. 217-218.
- 1946. Las manchas seminales. Revista de Medicina Legal de Colombia. Bogotá. No. 47-48.
- 1948. Algunos problemas del Laboratorio Forense. Revista de Medicina Legal de Colombia. Bogotá. No. 51-52.
- 1948. El Laboratorio Forense y los últimos adelantos. Revista de Medicina Legal de Colombia. Bogotá. No. 55-56.
- 1950. Cuidados que se deben tener en la recolección y envío de proyectiles y vainillas para estudio balístico. Revista de Medicina Legal de Colombia. Bogotá. No. 61-62.
- 1950. Trayectorias anormales en balística forense. Revista de Medicina Legal de Colombia. Bogotá. No. 59-60.
- 1951. Disparo de arma de fuego con cartucho de menor calibre. Revista de Medicina Legal de Colombia. Bogotá. No. 65-66.
- 1955. Algunos aspectos de la falsificación y estafa por billetes de banco. Revista de la Policía Nacional. Bogotá. 4(37-38): 117.
- 1955. Marihuana. Revista de la Policía Nacional. Bogotá. 8(41-42): 86.
- 1955. Nociones generales sobre falsificación de moneda. Revista de la Policía Nacional. No. 35-36.
- 1956. Algunos casos de entomología en la práctica forense. Revista de la Policía Nacional. Bogotá. 9(45-46): 74.
- 1956. Falsificación de estampillas y sellos de correo. Revista de la Policía Nacional. Bogotá. No. 47-48.
- 1956. Loterías. Revista de la Policía Nacional. Bogotá. No. 39-40.
- 1957. Importancia del estudio de la saliva en criminalística. Revista de la Policía Nacional. Bogotá. 12(63-64): 58.
- 1957. La escopeta de fisto en criminalística. Revista de la Policía Nacional. Bogotá. No. 57-58.
- 1957. La importancia del estudio de plumas de aves en el campo forense. Revista de la Policía Nacional. Bogotá. 11(59-60): 83.
- 1957.  Muerte accidental con escopeta de cacería. Revista de la Policía Nacional. Bogotá. 12(61-62): 61.
- 1958. Generalidades sobre adulteración y alteración de alimentos. Revista de la Policía Nacional. Bogotá. 13(67): 45.
- 1958. Un caso de intoxicación colectiva por enterotoxinas. Revista de la Policía Nacional. Bogotá. No. 71.
- 1959. Algunos aspectos sobre la fluorescencia en el diagnóstco de laboratorio. Revista de Medicina Legal de Colombia. Bogotá. No. 83-84.
- 1959. Un caso de herida lineal por proyectil de arma de fuego. Revista de la Policía Nacional. Bogotá. 15(73): 30.
- 1961. Contribución al estudio de la hematología forense. Revista de la Policía Nacional. Bogotá. 19(85): 59.
- 1961. Los rayos ultravioleta. Revista de la Policía Nacional. Bogotá. 10(86): 41.
- 1962. La onixis y perionixis en criminalística y medicina forense. Revista de la Policía Nacional. Bogotá. 21(91): 45.
- 1965. Aspectos generales sobre estudios de restos óseos humanos. Revista de la Policía Nacional. Bogotá. 24(109): 57.
- 1965. Insectos vesicantes de importancia en criminología. Revista de la Policía Nacional. Bogotá. 14(110): 41.
- 1966. Prevéngase: el monóxido de carbono puede matar sin causar malestar. Revista de la Policía Nacional. Bogotá. 25(116-117): 102.
- 1966. El tatuaje de la piel y sus distintos aspectos en criminología. Revista de la Policía Nacional. Bogotá. 25(115): 45.
- 1967. Un caso de zooparasitología forense. Revista de la Policía Nacional. Bogotá. 26(126): 27.
- 1968. Cómo evitar intoxicaciones accidentales. Revista de la Policía Nacional. Bogotá. 27(127): 28.
- 1969. Los grupos y factores sanguíneos en la paternidad responsable. Revista de la Policía Nacional. Bogotá. 28(138): 35.
- 1974. Aplicaciones de la ciencia a investigaciones forenses. Imprenta Nacional. Bogotá.